# Orexígeno
Un orexígeno o estimulante del apetito es un fármaco, hormona o compuesto que incrementa el apetito. Pueden ser neuropéptidos naturales como la hormona ghrelina, orexina o el neuropéptido Y, o medicamentos que aumentan el apetito y por lo tanto aumentan el consumo de alimentos. 
Por lo general, el aumento del apetito es considerado un efecto secundario indeseable de ciertos medicamentos, ya que conduce al aumento de peso, pero a veces puede ser beneficioso y tales medicamentos pueden ser recetados específicamente para ese propósito, especialmente cuando el paciente sufre pérdida severa de apetito o pérdida de masa muscular debido a fibrosis quística, anorexia, vejez, cáncer o SIDA.
Hay varios medicamentos ampliamente utilizados que pueden causar aumento en la apetito, incluyendo los antidepresivos tricíclicos (ATC), antidepresivos tetracíclicos, cannabinoides naturales o sintéticos, antihistamínicos de primera generación, la mayoría de los antipsicóticos y muchas hormonas esteroideas .
Los agentes con efectos orexigénicos incluyen los siguientes:
- receptores antagonistas o agonistas inversos del 5-HT 2C: mirtazapina, olanzapina, quetiapina, amitriptilina, ciproheptadina.
- antagonistas de la dopamina: haloperidol, clorpromazina, olanzapina, risperidona, quetiapina.
- antagonistas adrenérgicos: carvedilol y propranolol; alfa adrenérgicos: clonidina
- agonistas del receptor CB1: (cannabinoides: THC, dronabinol); nabilona.
- corticosteroides: dexametasona, prednisona, hidrocortisona.
- algunos esteroides pregnenos: acetato de megestrol, acetato de medroxiprogesterona
- esteroides anabólicos: oxandrolona, nandrolona, testosterona.
- antidiabéticos de la familia de las sulfonilureas: glibenclamida y clorpropamida.
- hidratos de carbono, especialmente azúcares, como la fructosa.